# Ulfstand
Ulfstand eller von Minckwitz var en dansk uradelsätt, inkommen från Sachsen till Glimminge i Skåne, känd från 1350-talet och utdöd på svärdssidan 1634. 

## Historia
Den danska ätten härstammar möjligen från Martin von Minckwitz i Sachsen. Enligt en släktbok skriven av Thale Ulfstand ca 1656 var Gert von Minckwitz förfader till ätten Ulfstand. Han återfinns inte i några källor, men hans son var inskriven vid universitetet i Prag 1385. Däremot återfinns Martin von Minckwitz i Skåne omkring 1350. Han sägs ha invandrat från Meissen eller Sachsen i Tyskland. Genom ett påbud 1526 av Fredrik I antog ätten namnet Ulfstand. Ulfstand rymmer ett flertal betydelsefulla män som riksrådet och riddaren Jens Holgersen (Ulfstand) vilken 1499 påbörjade uppförandet borgen Glimmingehus i Vallby socken.
Förutom Glimmingehus ägde ätten stora godsegendomar i Skåne, bland annat Barsebäcks slott, Skabersjö slott, Svenstorps slott och Torups slott, och en rad släktmedlemmar var medlemmar av det danska riksrådet.
Med Axel Ulfstand, till Axelvold och Duege, dog ätten ut på svärdssidan 1 jun 1634. Han begrovs 22 juni samma år i Lunds Domkyrka, där hans vapen nedlades i graven av herr Tage Ottesen Thott.

## Några medlemmar av släkten
Martin von Minckwitz från Meissen i tyska Sachsen
1. Gert Minckwitz tillhörde en från Tyskland till Danmark invandrad adelssläkt. Gift 1) med Christence Jensdatter Urup och 2) med Helle Olufsdatter Bjørn.
  1. Jacob Gertsen (Ulfstand) död 18 april 1410, var ärkebiskop i Lunds stift.
  2. NN Gertsdatter, gift med Peder Nielsen Gyldenstierne
  3. Henrik Gertsen till Glimminge var stamfader till den adelssläkt som så småningom tog sig namnet Ulfstand
    1. Jep Henriksen "Store" känd 1445, död före 1469, gift med Kristine Jensdatter (Due).
      1. Jens Jepsen, känd 1471.
      2. Gregers Jepsen,  känd 1481-1510, gift 1) med Else Torbernsdotter (Bille) och 2) med Johanne Pedersdatter (Brahe).
        1. Holger Gregersen Ulfstand, känd 1516, död 1542, gift 1) med Anne Predbjörnsdotter i ätten (Putbus) och 2) med Helle Nilesdotter i släkten (Hak).
          1. Gregers Holgersen Ulfstand, död 1583
            1. Melchior Ulfstand
              1. Axel Ulfstand (död 1634)

        2. Truid Gregersen Ulfstand, död 1545, danskt riksråd
          1. Jens Truidsen Ulfstand, död 1566, hovmarskalk och underamiral
          2. Niels Truidsen Ulfstand (1526–1575)

    2. Holger Hindriksen till Glimminge
      1. Oluf Holgersen Ulfstand, död 1529, danskt riksråd
      2. Jens Holgersen Ulfstand, född omkring 1450, död 1523, var danskt riksråd, riksamiral och länsherre på Gotland och i Gladsax län. Han lät i början av 1500-talet (1499–1505) bygga Nordens bäst bevarade medeltidsborg, Glimmingehus. Gift med Margrethe Arvidsdatter Trolle (1475-1522).
        1. Børge Jensen Ulfstand, död 1558
        2. Gregers Jensen Ulfstand, död 1544
        3. Sidsel Ulfstand, död 1575, var en dansk (skånsk) godsägare och länsman som gifte sig senast år 1532 med riksrådet Knud Pedersen Gyldenstierne (1480-1552).